# 토르: 오리지날 전설
《토르: 오리지날 전설》(영어: Valhalla)는 2019년 개봉한 덴마크, 노르웨이, 스웨덴, 아이슬란드의 판타지 액션 드라마 영화이다.

## 출연진
주연
- 로랜드 몰러 - 토르 역

조연
- 세실리아 로프레도 - 뢰스크바 역
- 색소 몰트케-레스 - 티알페 역